# Dunollie Castle

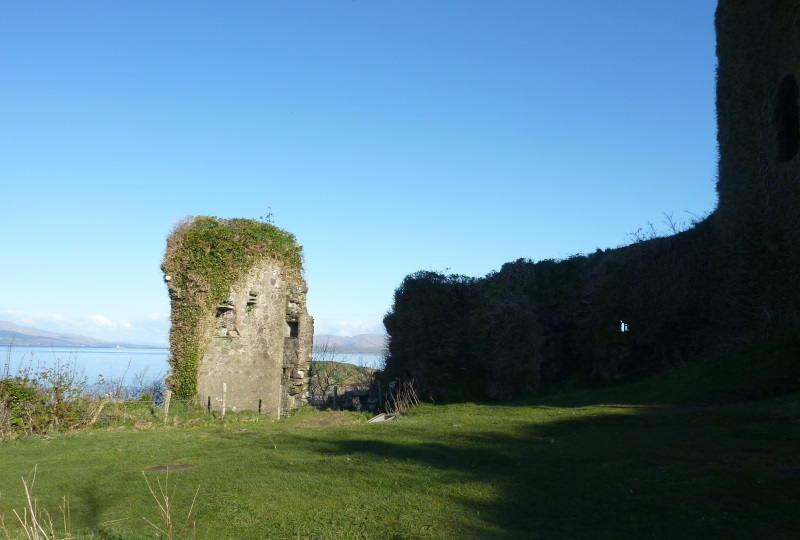
De binnenplaats met rechts de donjon.

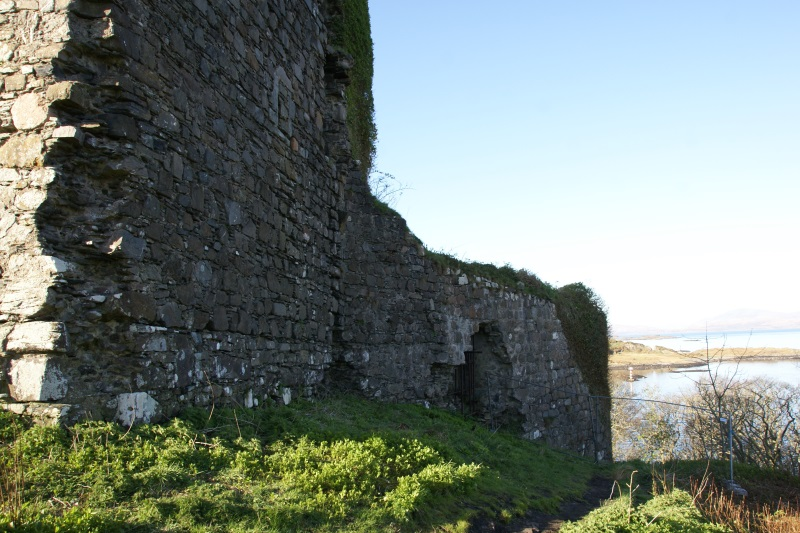
Noordelijke zijde van het kasteel met links de noordzijde van de woontoren en rechts het dichtgemetselde poortje in de noordelijke ommuring.

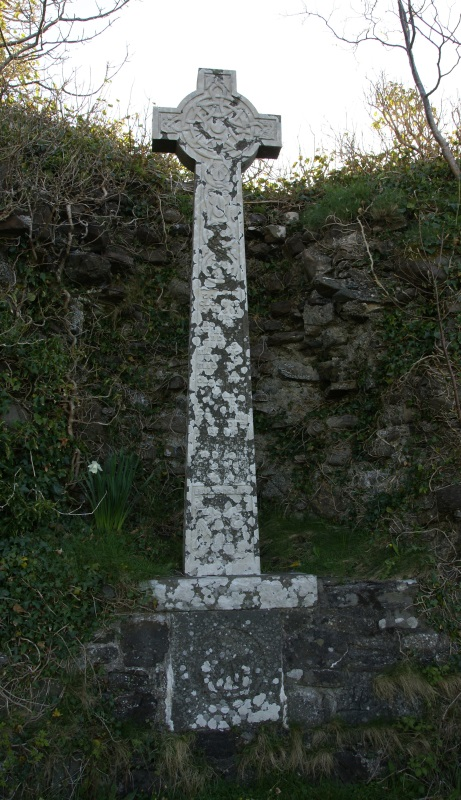
Keltisch kruis ter herinnering aan Alexander James MacDougall (overleden in 1953) en zijn vrouw Colina Edith (overleden in 1963).

Dunollie Castle is (de ruïne van) een vijftiende-eeuws kasteel, 1,75 kilometer ten noorden van de pier van Oban gelegen in de Schotse regio Argyll and Bute. Het kasteel werd gebouwd door de familie MacDougall en is nog steeds in hun bezit.

## Geschiedenis
Van de zevende tot de negende eeuw bevond zich op de plaats waar nu het kasteel staat, een versterking van de koningen van Dalriada.
In 698 werd deze versterking ingenomen en vernietigd. 
In de dertiende eeuw bouwde de familie MacDougall van Lorn, directe afstammelingen van Somerled, Dunollie Castle. Dit was een kasteel bestaande uit aardwerken en hout. 
In de vijftiende eeuw werd het huidige kasteel gebouwd. 
In 1644 werd het kasteel aangevallen door Archibald Campbell, eerste Markies van Argyll. In 1647 belegerde generaal David Leslie het kasteel met een leger Covenanters en wist het in te nemen; hij plunderde en verbrandde het kasteel. In 1715 vochten de MacDougalls voor de Stewarts tijdens de Jacobitische opstand; hun kasteel werd hierbij aangevallen. John MacDougall van Dunollie werd gevangengenomen en zijn goederen werden verbeurd verklaard. Later kreeg hij een pardon, maar pas in 1745 kreeg de familie de landgoederen terug.
In 1746, of wellicht wat eerder, bouwden de MacDougalls het nabijgelegen Dunollie House, waarbij het kasteel werd verlaten.

## Bouw
Dunollie Castle is gebouwd op een rotshoogte en kijkt uit over de straat die leidt van de Firth of Lorn naar Oban Bay en de Sound of Kerrera.
Dunollie Castle bestaat uit een ommuurde binnenplaats en een vijftiende-eeuwse woontoren van vier verdiepingen met een rechthoekige plattegrond die in de noordoostelijke hoek aansluit op de ommuring. De ommuring is nog tot 4,6 meter hoog aan de noordelijke en oostelijke zijde. De staande ommuring dateert uit de vijftiende eeuw, al is het grootste deel van de westelijke muur later, waarschijnlijk zestiende-eeuws. In de oostelijke muur bevindt zich een gerestaureerde poort met mogelijkheid van het barricaderen van de poort met een balk. Een kleinere poort in de noordelijke muur is dichtgemetseld.
Op de binnenplaats van het kasteel bevonden zich meerdere gebouwen, die echter nu tot ruïnes zijn vervallen en overgroeid zijn.
De woontoren is toegankelijk op de begane grond aan de zuidwestelijke zijde. De woontoren had een kelderruimte met gewelfd plafond, een kleine hal op de eerste verdieping en een grote hal op de tweede verdieping, die door twee rechte trappen bereikt kon worden. Een wenteltrap leidde naar de bovenste vertrekken.
Ten zuiden van de oostelijke poort staat een geringd Keltisch kruis van Alexander James MacDougall, overleden in 1953, en zijn vrouw Colina Edith, overleden in 1963, waarop tevens het familiewapen en een galei met een drakenkop als boeg zijn afgebeeld.

## Folklore
Het verhaal gaat dat in Dunollie Castle een geest van een doedelzakspeler of van een highlander rondwaart.
Een ander verhaal gaat dat er tijdens de bewoning van het kasteel een glaistig, een bepaald soort geest, permanent verbleef. In de schemering zag men haar naar het kasteel gaan, waar ze vloeren veegde en de was deed. Ze was echter wispelturig en deed af en toe ook stof in het eten van de bewoners. Dit deed ze echter nooit bij haar favoriet, de nar die op het kasteel woonde.

## Beheer
Dunollie Castle is privé-eigendom van de MacDougalls. Het kasteel verkeert in een gevaarlijk vervallen staat.